# Gare de Vught
La Gare de Vught (en néerlandais Station Vught) est une gare néerlandaise située à Vught, dans la province du Brabant-Septentrional.
La gare est située sur la ligne d'Utrecht à Boxtel, reliant le centre du pays au sud (vers Eindhoven et Maastricht.
Les trains s'arrêtant à la gare de Vught font partie du service assuré par les Nederlandse Spoorwegen reliant Bois-le-Duc à Deurne via Eindhoven.
La gare a été ouverte le 1er janvier 1868 et est toujours en service. La gare été supprimée et fermée aux voyageurs entre le 15 mai 1938 et le 16 juin 1940.